# Pittsburgh-Detroit Ball Game
Pittsburgh-Detroit Ball Game è un cortometraggio muto del 1909. Il nome del regista non viene riportato nei credit. È conosciuto anche con il titolo alternativo The World's Champions Baseball Series.

## Produzione
Il film fu prodotto dalla Essanay Film Manufacturing Company.

## Distribuzione
Il documentario - un cortometraggio di una bobina - uscì nelle sale cinematografiche USA il 23 ottobre 1909.